# Gewone klokjeszandbij
de gewone klokjeszandbij (Andrena curvungula) is een vliesvleugelig insect uit de familie Andrenidae. De wetenschappelijke naam van de soort is voor het eerst geldig gepubliceerd in 1870 door Carl Gustaf Thomson.